# Without a Fight
Without a Fight è un singolo del cantante statunitense Brad Paisley, realizzato in collaborazione con la cantante statunitense Demi Lovato. Il brano è stato pubblicato nel 2016 da Arista Nashville ed è stato scritto da Brad Paisley, Kelley Lovelace e Lee Thomas Miller.

## Tracce
- Download digitale

1. Without a Fight (featuring Demi Lovato) – 3:54